# Maryna Kyłypko
Maryna Wjaczesławiwna Kyłypko Марина В'ячеславівна Килипко (ur. 10 listopada 1995 w Charkowie) – ukraińska lekkoatletka, tyczkarka.
Reprezentantka Ukrainy w najważniejszych międzynarodowych zawodach lekkoatletycznych w różnych kategoriach wiekowych, w tym podczas igrzysk w Rio de Janeiro (2016) – 14. miejsce w eliminacjach z wynikiem 4,55.
W 2017 odniosła swój pierwszy życiowy sukces na arenie międzynarodowej, zdobywając brązowy medal na halowych mistrzostwach Europy w Belgradzie. Srebrna medalistka młodzieżowego czempionatu Europy (2017).
Wielokrotna złota medalistka mistrzostw Ukrainy oraz reprezentantka kraju na drużynowych mistrzostwach Europy.

## Osiągnięcia
| Rok  | Impreza                                 | Miejsce        | Lokata            | Wynik (m) |
| ---- | --------------------------------------- | -------------- | ----------------- | --------- |
| 2016 | Igrzyska olimpijskie                    | Rio de Janeiro | el. – 14. miejsce | 4,55      |
| 2017 | Halowe mistrzostwa Europy               | Belgrad        | 3. miejsce        | 4,55      |
| 2017 | Młodzieżowe mistrzostwa Europy          | Bydgoszcz      | 2. miejsce        | 4,45      |
| 2017 | Mistrzostwa świata                      | Londyn         | el. – 24. miejsce | 4,20      |
| 2019 | Halowe mistrzostwa Europy               | Glasgow        | el. –             | DNS       |
| 2019 | Superliga drużynowych mistrzostw Europy | Bydgoszcz      | 2. miejsce        | 4,56      |
| 2019 | Mistrzostwa świata                      | Doha           | el. – 21. miejsce | 4,50      |
| 2021 | Halowe mistrzostwa Europy               | Toruń          | 9. miejsce        | 4,35      |
| 2021 | Igrzyska olimpijskie                    | Tokio          | 5. miejsce        | 4,50      |
| 2022 | Mistrzostwa świata                      | Eugene         | el. – 16. miejsce | 4,35      |
| 2022 | Mistrzostwa Europy                      | Monachium      | el. – 22. miejsce | 4,25      |
| 2025 | I dywizja drużynowych mistrzostw Europy | Madryt         | 2. miejsce        | 4,65      |

## Rekordy życiowe
- Skok o tyczce (stadion) – 4,70 (2021) rekord Ukrainy
- Skok o tyczce (hala) – 4,62 (2018) rekord Ukrainy